# Caleruela
Caleruela település Spanyolországban, Toledo tartományban. Caleruela Torrico, Valdeverdeja, El Gordo, Calzada de Oropesa és Herreruela de Oropesa községekkel határos. Lakosainak száma 201 fő (2024).

## Népesség
A település népessége az utóbbi években az alábbiak szerint változott:
| Lakosok száma | 296  | 296  | 284  | 284  | 261  | 235  | 223  | 208  | 202  | 201  |
|               | 2001 | 2004 | 2007 | 2009 | 2012 | 2014 | 2017 | 2019 | 2022 | 2024 |